# Atelier Couture

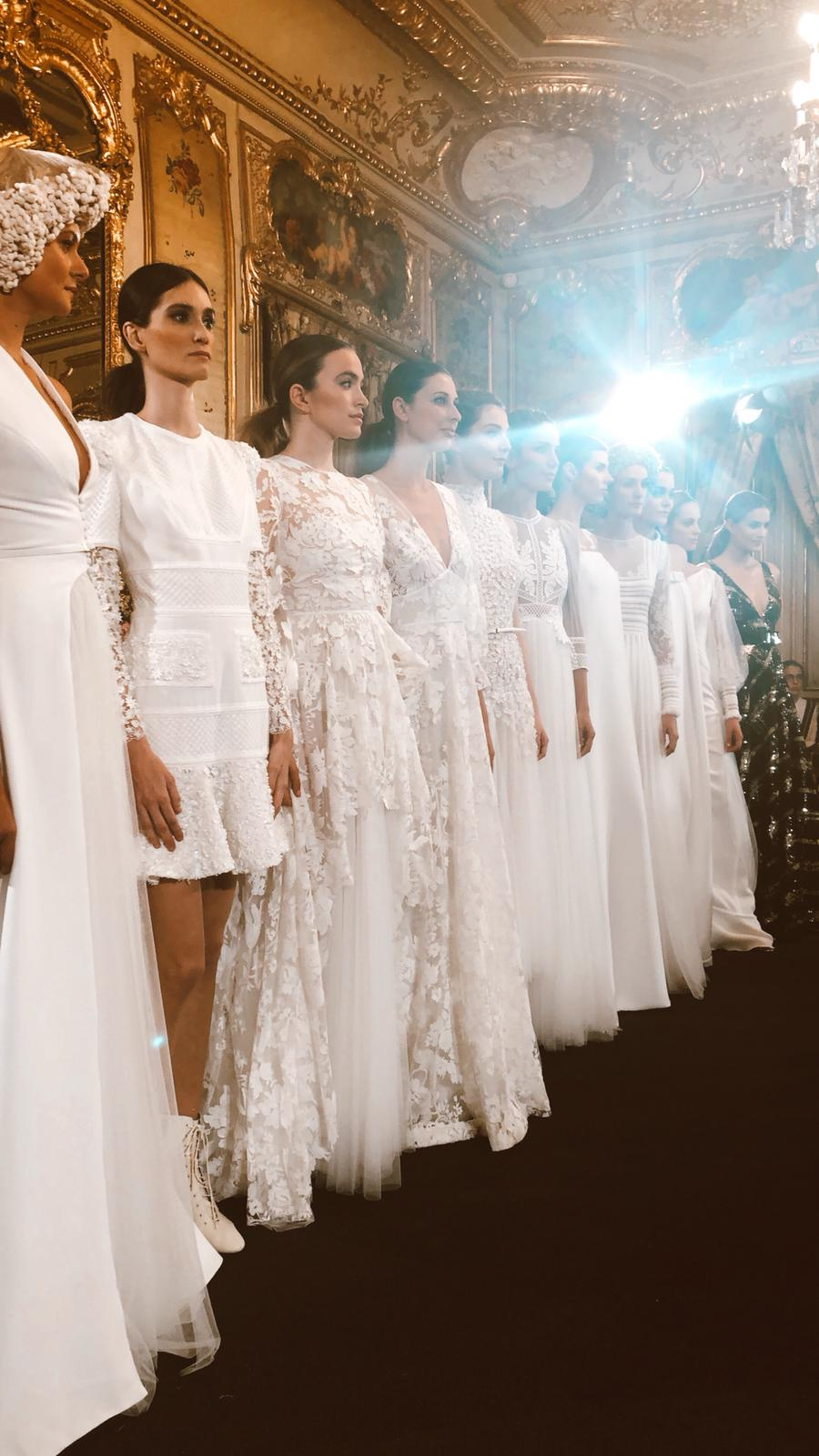
Atelier Couture 2019

Atelier Couture es una plataforma dedicada para la promoción de la moda nupcial de la alta costura en España. Se celebra desde sus inicios en el año 2015 en el Palacio de Fernán Núñez (Madrid). Es la primera propuesta en España especializada en atelieres de costura, sirviendo de escaparate para los grandes diseñadores del país.
Es una iniciativa con características parecidas a las de Bodabook, en la cual se apostaba también por la moda nupcial y este tipo de creaciones.

## Ediciones
Atelier Couture ha presentado las siguientes ediciones desde 2015. Cada edición dura dos días y se presentan los diseños de las nuevas colecciones.
| Edición | Año  | Lugar                | Fechas           | Diseñadores |
| ------- | ---- | -------------------- | ---------------- | --- |
| 1ª      | 2015 | Palacio Fernán Núñez | 12 y 13 de mayo  | Paula del Vas, Rafael Urquizar, Santos Costuras, ThinkingAli |
| 2ª      | 2016 | Palacio Fernán Núñez | 13 y 14 de abril | Rafael Urquizar, Santos Costuras, Cristina Pascual, Marcela Mansergas, Cristina Reis, Fernando Claro, Nihil Obstat |
| 3ª      | 2017 | Palacio Fernán Núñez | 29 y 30 de marzo | Rafael Urquizar, Carmen Soto The Bride, Paula del Vas, MJ Suárez, By Loleiro, Raquel Ferreiro, Laura Lomas, Fernando Claro, Franco Quintans, Clara Brea, Nihil Obstat, Cristina Piña, Juana Rique, Santos Costura                                    |
| 4ª      | 2018 | Palacio Fernán Núñez | 14 y 15 de marzo | Rafael Urquizar, Eliz Smis, By Loleiro, Sedomir Rodríguez de la Sierra, Raquel Ferreiro, Laura Lomas, Franco Quintans, Amarca, Nihil Obstat, Inma Linares, Luisa Monzón, Antonia Serena, Cristina Piña, Amilio Salinas, Alicia Rueda                 |
| 5ª      | 2019 | Palacio Fernán Núñez | 27 y 28 de marzo | Hannibal Laguna, Cristina Piña, Alicia Rueda, Eliz Smiz, Rafael Urquizar, Amarca, Matilde Cano, Raquel López, Raquel Ferreiro, Antonia Serena, Israel Rodríguez, Damián Rodríguez, Santos Costuras, Nihil Obstat, De la Cierva y Nicolás, By Loleiro |